# إيلين غوميز
إيلين غوميز مواليد 1 يونيو 1992 في فورتاليزا، هي لاعبة كرة يد برازيلية. مثلت منتخب البرازيل لكرة اليد للسيدات. حققت المركز الأول في بطولة العالم لكرة اليد للسيدات 2013.

## الميداليات
| الميدالية | المسابقة                            |
| --------- | ----------------------------------- |
| ذهبية     | بطولة العالم لكرة اليد للسيدات 2013 |
| ذهبية     | دورة الألعاب الأمريكية 2015         |

## روابط خارجية
- إيلين غوميز على موقع الاتحاد الأوروبي لكرة اليد (الإنجليزية)